# جوديث أورلوف
جوديث أورلوف (بالإنجليزية: Judith Orloff)‏ (ولدت في 25 يونيو 1951) هي طبيبة نفسية أمريكية معتمدة، وتدعي أنها تمتلك قدرات روحية ( قدرة نفسية )، ومؤلفة خمسة كتب.

## الحياة المبكرة والتعليم
ولدت أورلوف في فيلادلفيا، بنسلفانيا، وهي ابنة ثيودور وماكسين، وكلاهما طبيبان. نشأت في بيفرلي هيلز، حيث ذكرت لاحقا أنها كانت تعاني من حدس قوي عندما كانت طفلة. وتضم عائلتها العديد من الأطباء. حصلت أورلوف على درجة الدكتوراه في الطب من جامعة جنوب كاليفورنيا عام 1979. أكملت تدريبًا طبيًا في مستشفى وادزورث للمحاربين القدامى في لوس أنجلوس عام 1980 وحصلت على إقامة في الطب النفسي في معهد جامعة كاليفورنيا للطب النفسي العصبي [الإنجليزية] من عام 1979 إلى 1983.

## الحياة المهنية
شغلت أورلوف مناصب إدارية في مستشفيات في منطقة لوس أنجلوس ( مركز سيدارز سيناي الطبي، ومركز سانت جونز الطبي، ومستشفى دانيال فريمان، ومركز بروتمان الطبي[بحاجة لمصدر] ). افتتحت عيادة خاصة في لوس أنجلوس عام 1983. شاركت في ما تسميه مشاريع "البحث الحدسي" مع ثيلما موس ومجموعة موبيوس ومعهد العلوم العقلية، وهي عضو في الجمعية الأمريكية للطب النفسي وجمعية الطب النفسي في جنوب كاليفورنيا.  أورلوف هو أستاذ مساعد في الطب النفسي السريري في جامعة كاليفورنيا، لوس أنجلوس، ويقود جلسات عمل حول العلاقات بين الطب والحدس والروحانية.
نشرت أورلوف كتابها الأول "Second Sight" عام 1996. ذكرت مراجعة مجلة بابليشرز ويكلي أن "محاولة أورلوف غير التقليدية لربط عوالم فرويد والظواهر الخارقة للطبيعة سوف تجذب القراء المنفتحين". في كتابها، تدعي أورلوف أنها تمتلك بصيرة ثانية، وتستخدم مصطلح الطب النفسي الطاقي لوصف نموذج العلاج النفسي الجديد الخاص بها. وتزعم أيضًا أنها عملت مع أقسام الشرطة باستخدام قدراتها النفسية.عام 2001، تم ذكر Second Sight في شهادة أمام اللجنة الخاصة للشيخوخة في مجلس الشيوخ الأمريكي كمثال على "العمل غير المسؤول وغير العلمي". تم نشر طبعة محدثة من الكتاب بواسطة Three Rivers Press عام 2010 بعنوان فرعي منقح: طبيبة نفسية بديهية تحكي قصتها غير العادية وتوضح لك كيفية الاستفادة من حكمتك الداخلية. كتبت أورلوف ثلاثة كتب أخرى؛ كتابها "الحرية العاطفية" الذي صدر عام 2009 هو من أكثر الكتب مبيعًا في صحيفة نيويورك تايمز وتمت ترجمته إلى 15 لغة.[بحاجة لمصدر]
تحدثت أورلوف في كليات الطب والمستشفيات والجمعية الأمريكية للطب النفسي وقمة أقوى النساء التي تنظمها مجلة فورتشن ؛ وفي المنتديات الصحية البديلة والتقليدية مثل التحالف الوطني للمرضى العقليين في لوس أنجلوس، ومركز كولومبيا بريسبتيريان الطبي في نيويورك، وبرنامج علاج آلام الأطفال في جامعة كاليفورنيا في لوس أنجلوس، ومؤتمر السيدة الأولى ماريا شرايفر للنساء أيضًا في لوس أنجلوس.[بحاجة لمصدر] نشرت سابقًا مدونة على منصة Contributor 's هافينغتون بوست.

## الكتب
- Second Sight. Warner Books. 1996. ISBN:978-0-446-51842-0.
- دليل الدكتورة جوديث أورلوف للشفاء الحدسي. Three Rivers Press. 2001. ISBN:978-0-8129-3098-6.
- الطاقة الإيجابية: 10 وصفات استثنائية لتحويل التعب والتوتر والخوف إلى حيوية وقوة وحب. Three Rivers Press. 2005. ISBN:978-1-4000-8216-2.
- الحرية العاطفية: حرر نفسك من المشاعر السلبية وغيّر حياتك. رندم هاوس. 2009. ISBN:978-0-307-33819-8.
- قوة الاستسلام: دع الأمور تسير على ما يرام ونشط علاقاتك ونجاحك ورفاهتك. Harmony Books. 2015. ISBN:978-0-307-3382-11.
- The Empath's Survival Guide. Sounds True. 2017. ISBN 1683642112>.

## روابط خارجية
- الموقع الرسمي